# 硫黄島の星条旗

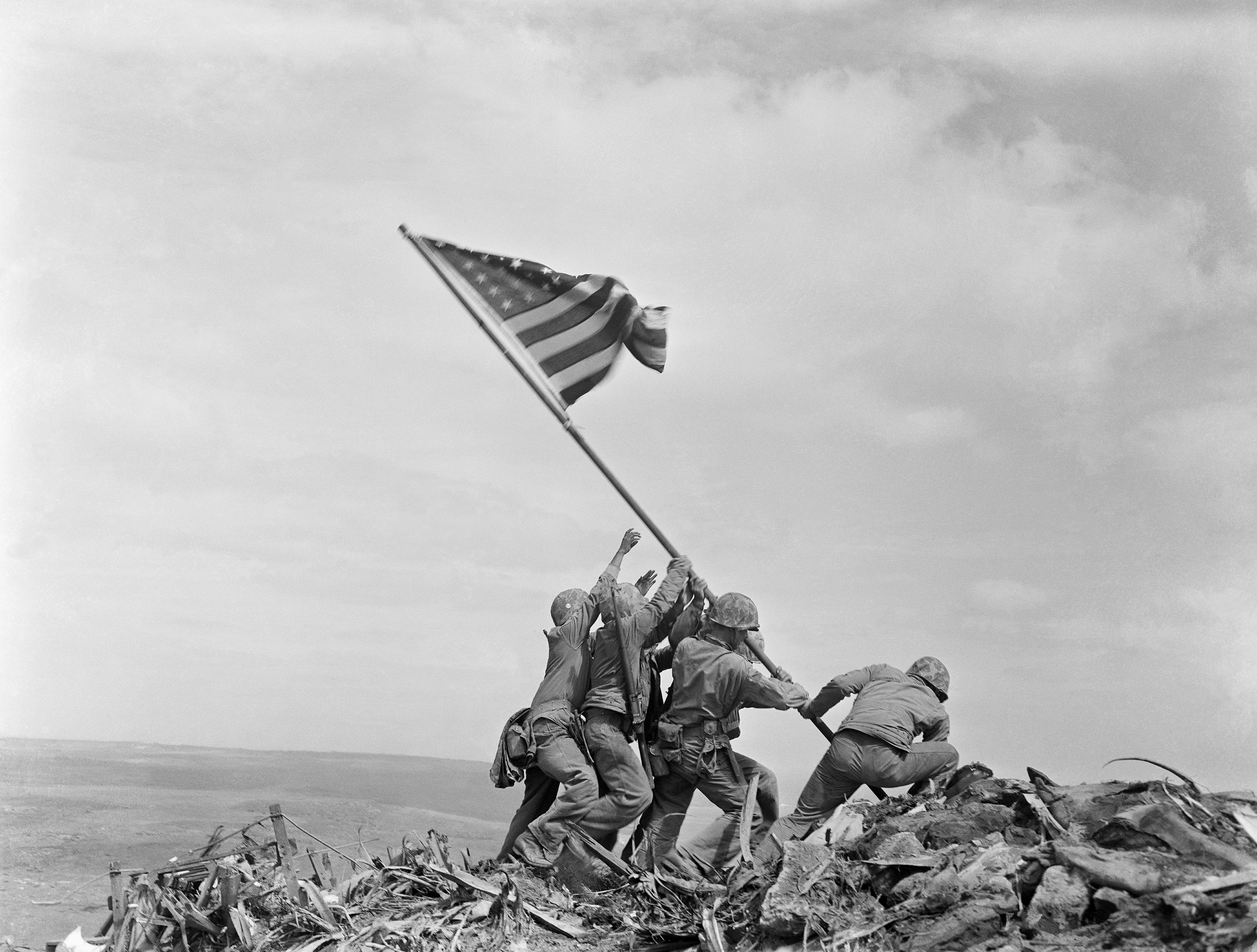
ジョー・ローゼンタール（Associated Press所属）撮影『硫黄島の星条旗』

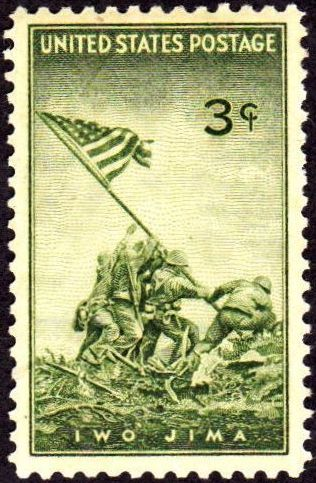
「硫黄島の星条旗」を絵柄に用いた3セント郵便切手

硫黄島の星条旗（いおうじまのせいじょうき、Raising the Flag on Iwojima）は、第二次世界大戦中の1945年2月23日にジョー・ローゼンタールによって硫黄島で撮影された報道写真である。
5人のアメリカ海兵隊員と1人のアメリカ海軍兵が硫黄島の戦いの最中、摺鉢山の頂上に星条旗を立てる姿を撮影したもので、史上もっとも有名な報道写真の一つである。映画『父親たちの星条旗』が公開された2006年にいたるまで太平洋戦争のイメージとしてよく知られたものとなり、1945年度のピューリッツァー賞の写真部門を受賞した唯一の写真となった。写真に写っている6人のうち、3人は硫黄島で戦死したが、他の3人は生き残って一躍有名人となった。後に、この写真をもとにアーリントン国立墓地近くに海兵隊戦争記念碑が造られた。
なお、「硫黄島」の読み方については、硫黄島を領有する日本において戦前から「いおうとう」「いおうじま」の2種類が混在しており、2007年6月18日以降は「いおうとう」が国土地理院発行の地形図における表記となった。一方でアメリカ軍においては当時、日本海軍作製の海図のローマ字表記に基づいて「Iwo Jima」を使っていたので、この写真は「Raising the Flag on Iwojima」と呼ばれるようになった。アメリカでは今後も「Iwo Jima」の表記を歴史的理由で維持される予定である。

## 硫黄島の戦い
1945年2月19日、「飛び石戦略」に沿って日本本土を目指していたアメリカ軍が硫黄島に上陸した。もともと硫黄島は攻略計画に含まれていなかったが、沖縄攻略の前段階であったフィリピン攻略が予想以上に早く終わったことから、マリアナ諸島と日本本土の中間にある硫黄島の攻略が決まった。当時、日本本土爆撃はマリアナ諸島から行われていたが、硫黄島を制圧することによってB-29爆撃機の緊急着陸場所、ならびに護衛のP-51戦闘機の基地を確保することができた。
硫黄島は、日本軍の栗林忠道陸軍大将率いる小笠原兵団によって要塞化されていた台形の火山島で、上陸した海兵隊に多くの損害を与えた。硫黄島は当時から東京都の一部であったことから、同島占領は連合軍による最初の日本本土占領となることを意味していた。その意味で日本にとっても硫黄島は絶対に失ってはならない島であった。
戦略的には島を見渡せる高さ166 mの摺鉢山がもっとも重要な拠点であった。日本軍は硫黄島防衛のため、半地下式の掩蔽壕とトーチカをつくり、それらを結ぶ地下トンネルを掘削した。このためアメリカ軍が手榴弾や火炎放射器でトーチカ内の日本兵を倒しても、トンネルを通りまた新しい兵が入ってきて抵抗を続けるというパターンが繰り返された。アメリカ軍は最初に摺鉢山を目標に兵力を集中し、4日間の攻防のすえ2月23日にこれを制圧した（硫黄島の戦い#摺鉢山の戦い）。
摺鉢山制圧後も日本軍の抵抗は終わらず、最終的に31日後に組織的な抵抗がおわり、硫黄島の「制圧」が宣言された。

## 星条旗の掲揚

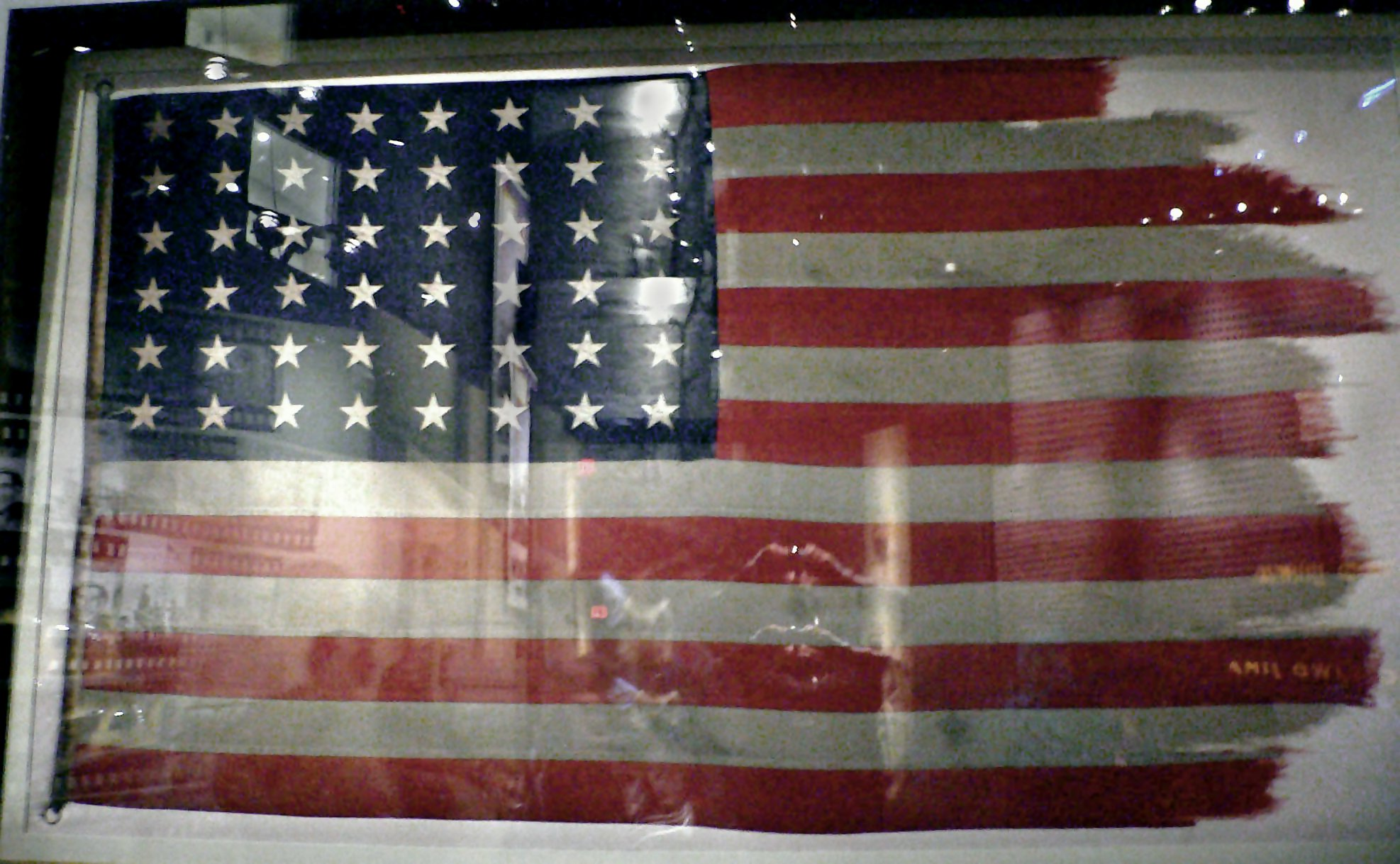
2回目に掲揚された星条旗、「硫黄島の星条旗」の実物。国立海兵隊博物館収蔵

ローゼンタールの「硫黄島の星条旗」は摺鉢山制圧後、2度目に行われた星条旗掲揚の様子を写したものである。2月23日早朝、最初の星条旗掲揚が行われた。第5海兵師団第28海兵連隊第2大隊E中隊長デイヴ・サヴァランス(Dave E. Severance)大尉はハロルド・シュリアー(Harold G. Schrier)中尉に摺鉢山の制圧を味方に知らせるため、頂上に星条旗を立てるよう命じていたのだ。頂上付近が制圧された後で掲げられた最初の星条旗は131×71cmのもので、その模様をロイス・ロウェリー(Louis Lowery)軍曹が撮影している。しかし、この旗は小さかったので海岸付近からは見ることができなかった。
一方で、マイク・ストランク(Michael Strank)、ハーロン・ブロック(Harlon Block)、アイラ・ヘイズ(Ira Hayes)、 フランクリン・スースリー(Franklin Sousley)たちは23日の午前中、摺鉢山頂上へ電話線をひく任務を遂行していた。チャンドラー・ジョンソン大佐(Chandler Johnson)からサヴァランス司令官へその旨が伝えられ、サヴァランスはSCR300電池の予備をもたせてレイニー・ギャグノン(Rene Gagnon)を急派した。アメリカ合衆国海兵隊公式戦史によればタトルはLST779号のそばで星条旗を見つけてジョンソンに渡し、さらにジョンソンがギャグノンにそれを渡して頂上に立てさせたという。戦史ではジョンソンがLST779号の乗員で真珠湾の基地から星条旗を持ってきていたアラン・ウッド少尉から受け取ったとしている。しかし沿岸警備隊歴史部によれば、ギャグノンは星条旗を探してLST758号の近くへやってきたという。2004年に死去したロバート・レズニック (Robert Resnick) が2001年に初めて行った証言によれば、ギャグノンが星条旗を探していたのでレズニックは自分の船から星条旗を取り出し、上官のフェリックス・モレンダ大尉の許可を得た。この旗はメア島の海軍工廠の技師メイベル・ソヴァギューが縫ったものだという。

40名の海兵隊員たちは正午ごろ頂上付近に到達、ギャグノンが後から加わった。日本兵たちの抵抗はまだ続いていたがアメリカ軍の砲撃によってほぼ制圧されていたので頂上にたどりつくことができた。

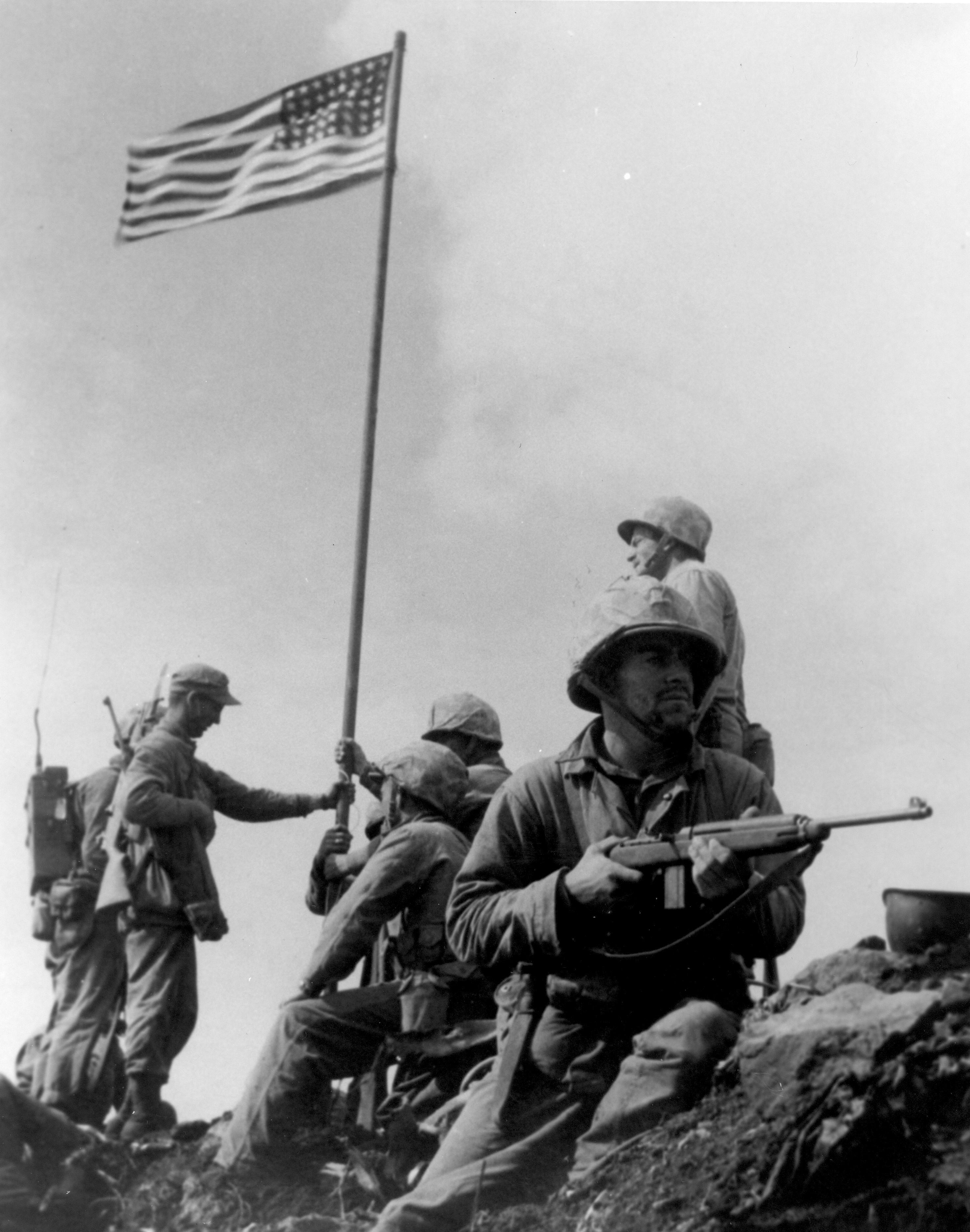
最初の星条旗掲揚 (ルイス・ロウェリー撮影)一番左からハロルド・G・シュリエ中尉（通信士の左の人物。※この写真では見切れているが実際の写真では後姿が映っている）、レイモンド・ジェイコブス上等兵（無線通信士）、ヘンリー ・ハンク・ハンセン軍曹（ソフトキャップを被り、旗竿を持っている人物かつ2度目の掲揚の写真に写っていたと誤解された人物）、フィル・ワード二等兵（旗竿の下部を持つ人物）、アーネスト・ブーツ・トーマス（座っている人物）二等曹長、ジョン・ブラッドリー二等衛生兵（ワード二等兵とトーマス二等曹長の上の人物かつ2度目の掲揚の写真に写っていたと誤解された人物）、ジェームズ・ミシェルズ一等兵（M1カービン銃を持っている人物）、チャールズ・リンドバーグ伍長（一番右端の立っている人物）

ローゼンタールと従軍カメラマンのボブ・キャンベルおよびビル・ジェノウストの3人も頂上を目指して登っていたが、途中で最初の星条旗掲揚を撮影しておりてきたロイス・ロウェリーと出会った。3人はいったん下りようかと思ったが、ロウェリーから頂上は写真をとるのにいい場所だと聞いたため上がっていくことにした。
海兵隊員たちは頂上に星条旗を立てていた。旗のポールとして日本軍の水道管が使われた。ローゼンタールたちが頂上につくと海兵隊員が旗を水道管にゆわえたところであった。ローゼンタールはすばやく高速度撮影カメラを取り出して岩の上にカメラを固定しようとした。彼がカメラを構える前に星条旗が掲げられているのを見たローゼンタールはとっさにカメラを旗に向け、ファインダーをのぞかずにシャッターを切った。

ローゼンタールの90センチ程の隣にはビル・ジェノウスト（en:Bill Genaust）がいて、星条旗の掲揚の様子を映像で記録しており、ローゼンタールの写真とほぼ同じアングルで撮られた映像になっている。
写真に写った6人（マイク・ストランク、レイニー・ギャグノン、フランクリン・スースリー、ハロルド・シュルツ、ハーロン・ブロック、アイラ・ヘイズ）のうち、戦後まで生き残ったのはヘイズ、ギャグノン、シュルツの3人だけだった。ストランクは星条旗掲揚の6日後に味方駆逐艦の誤射を受け死亡、ブロックはその数時間後に迫撃砲による攻撃を受け戦死、スースリーは3月21日に狙撃兵の銃弾を受けてそれぞれ戦死している。また、ハロルド・シュルツは2016年までジョン・ブラッドリーであるとされ、2019年にはレニー・キャグノンも実際には写真に写っていなかったことが判明した（後述）。

## 写真を巡る議論

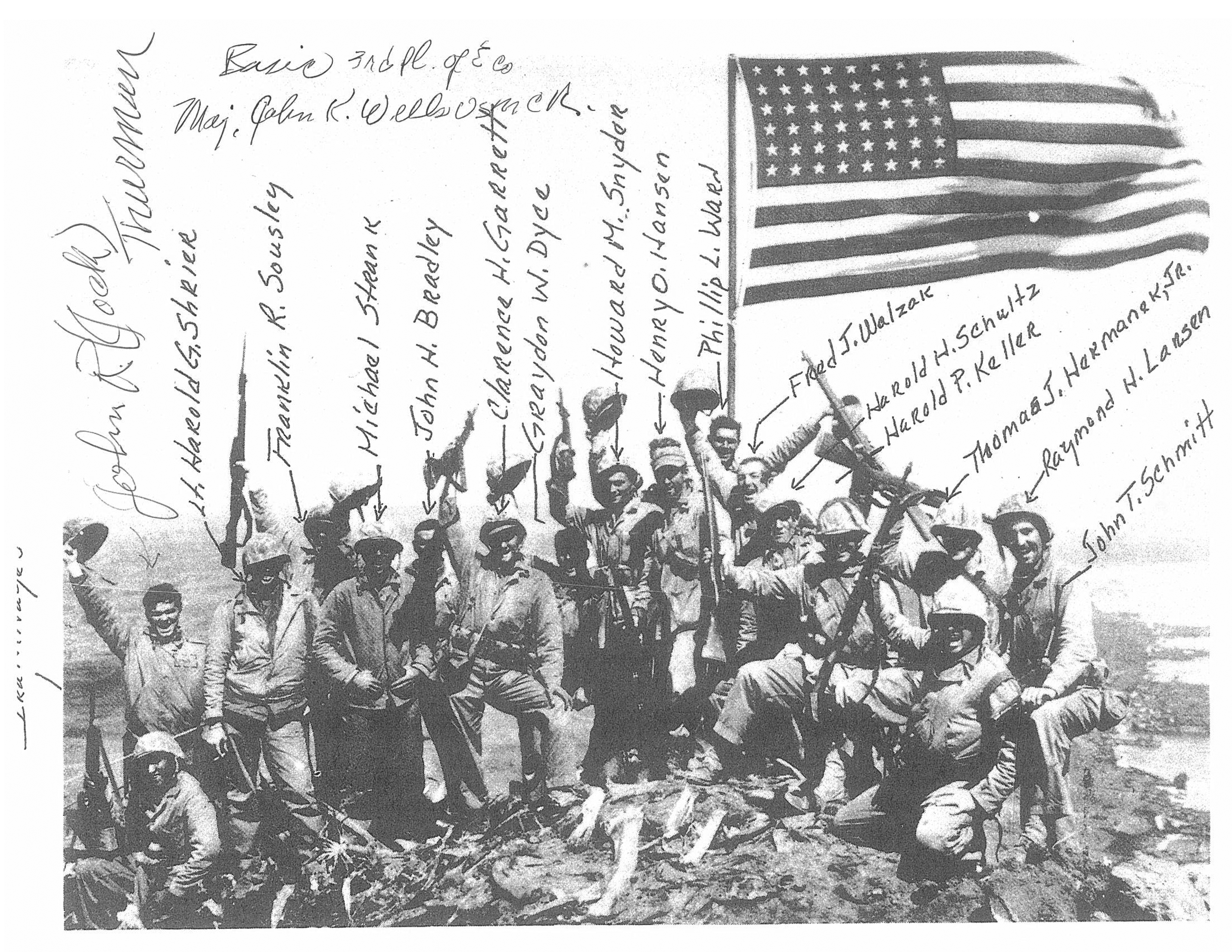
2度目の星条旗掲揚の後に撮影された「ガンホーショット」

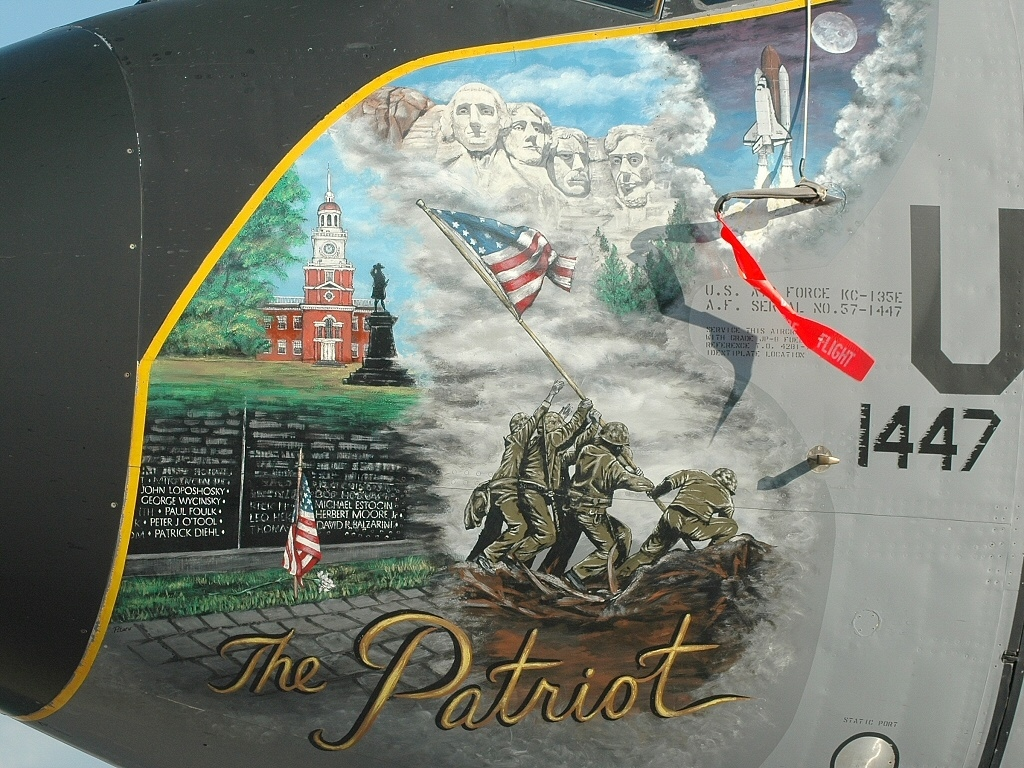
アメリカ空軍のKC-135Eに描かれたノーズアート（「The Patriot」）における「硫黄島の星条旗」

写真撮影後、ローゼンタールはフィルムを現像するためグアムへ送った。グアムで現像された写真を見たAP通信のジョン・ボドキンは「これは歴史的な一枚だぞ！」と思わず叫び、即座にニューヨークのAP通信本社へ電送した。AP通信によってアメリカの多くの新聞にこの写真がのった。撮影から印刷までわずか18時間半というのは当時としては驚異的なスピードであった。
写真の撮影状況は当初から論議の的となった。星条旗掲揚の写真を撮影した後で、ローゼンタールは海兵隊の「E中隊」の写真を撮っている。ポーズをとる海兵隊員たちのいわゆる「ガンホーショット」といわれる写真である。グアムへ引き上げたローゼンタールが「写真をとるとき、ポーズを取らせたのか？」と聞かれたとき、彼はてっきり「ガンホーショット」のことを言っているのかと思い、「もちろんだよ」と答えた。これを聞いた『タイム』誌の特派員ロバート・シェロッドはニューヨークで「ローゼンタールの星条旗写真はポーズをとらせて撮ったものだ」と話した。『タイム』誌のラジオ番組「タイム・ビューズ・ザ・ニュース」は「ローゼンタールは写真家としての名声という誘惑に負け、すでに立てられていた星条旗の前で改めてポーズをとらせた」と非難した。
このような報道によって、ローゼンタールは「やらせ写真をとった」とか「あたかも最初の星条旗掲揚のように言いふらした」などの非難を受けることになった。なかには『ニューヨーク・タイムズ』の書評のようにローゼンタールのピューリッツァー賞を剥奪すべきだという主張まで現れた。ローゼンタールはその後、星条旗掲揚が「やらせ」であるという批判に繰り返し反論してゆくことになる（ビル・ジェノウストが撮影した映像から、やらせではないことがわかる）。

## 戦時国債の応募と「6人目の兵士」
そのころ、戦時国債の売れ行きが悪いことに頭を痛めていたフランクリン・ルーズベルト大統領はこの写真を見て、国債のキャンペーンにもってこいだと考え、写真に写った海兵隊員を呼び戻すよう命じた。このため硫黄島の戦いが終了したあとで、写真に写ったメンバーは帰国することになった。ギャグノンは引き伸ばした写真を見てメンバーを特定するよう命じられて5人を特定したが、6人目の人物（ヘイズ）の名は明かさなかった。実はヘイズが自分の名前を出したらギャグノンを殺すと脅していたのだ。このため大統領命令として名前を明かすよう命じられ、言わなければ軍法会議にかけるとまで告げられたためギャグノンはヘイズの名前を明かした。
ギャグノンはハーロン・ブロックをヘンリー・“ハンク”・ハンセン軍曹と見間違えて、ハンクの名前をあげた（ハンクは1回目の星条旗掲揚に参加している）。4月8日、海兵隊は写真にうつった6人のうちハンクを含めて5人の名前を公表した。唯一、スースリーは遺族の要望によって名前が明かされなかった。
3人の生き残りの海兵隊員たち（ヘイズ、ギャグノン、ブラッドリー（ブラッドリーはハロルド・シュルツに人違いされていた。））は全米を戦時国債徴収のキャンペーンでまわることになった。彼らは英雄として各地で大歓迎を受け、国債も目標額の2倍である233億ドルも売ることができた。
ハーロン・ブロックと間違えてハンセンの名前が発表されたが、ハーロンの母ベル・ブロックは写真を見てすぐに息子だと気づいた。ベルは「あの子のおしめを何度も変えていた私ですもの、写真のお尻の形を見てすぐ分かりました」と語ったという。4月19日、ワシントンについたヘイズもすぐにハンセンの名前が誤りであると気づいた。ヘイズはこのことを上官に伝えたが、上官は「もう発表してしまったんだ」とヘイズに沈黙を強いた。
1年半後、戦後のアイラ・ヘイズはうつ病とアルコール中毒に苦しんでいた。苦しい体をひきずるようにテキサスまで向かい、ブロックの家族に写真に写っていたのはハンセンではなくブロックであることを伝えた。
ブロックの母ベルはヘイズの話を聞いて親交のあった上院議員ミルトン・ウェストに手紙を書いた。ウェストはこの手紙を読んで海兵隊総司令官であったアレクサンダー・ヴァンデグリフトに連絡し、ヴァンデグリフトは真相究明を命じた。調査の結果、ブラッドリーもギャグノンの写真に写っているのがハンセンでなくブロックであることを認めた。ブロック、ハンセン、ヘイズの3人は海兵隊の落下傘部隊に所属していた。

## 写真の戦後

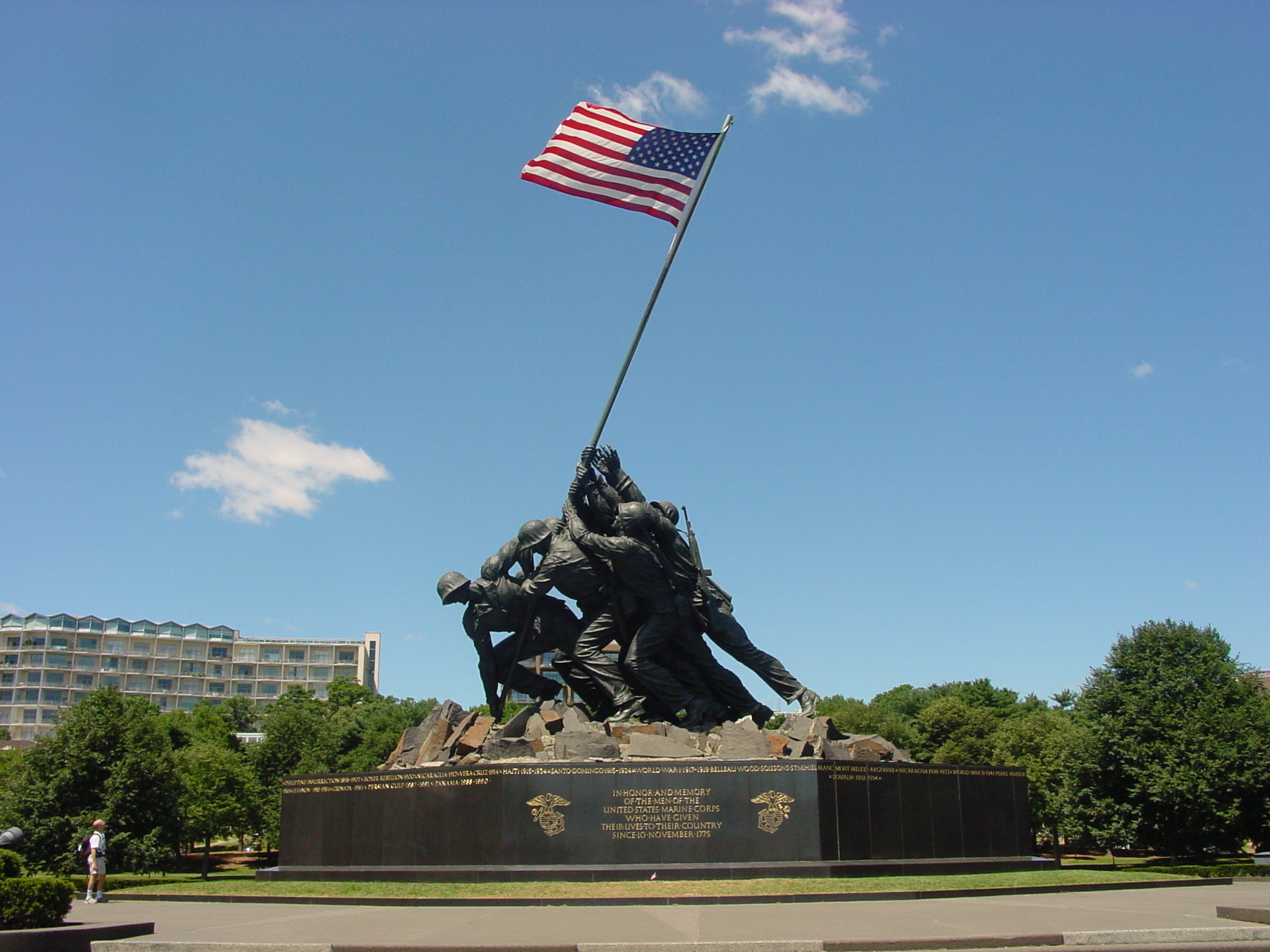
海兵隊戦争記念碑

ローゼンタールの「硫黄島の星条旗」は1945年度のピューリッツァー賞 写真部門を受賞した唯一の写真となった。ローゼンタールの写真は現在、ロイ・ウィリアムスが所有している。ウィリアムスはこの写真をローゼンタールから譲り受けて国立報道写真家協会のために保管していたジョン・フェーバーから購入した。2度の掲揚で用いられた2本の星条旗はワシントンにある海兵隊記念館に保管されている。
1951年、彫刻家のフェリックス・デ・ウェルダンは海兵隊戦争記念碑として、ローゼンタールの写真をもとにした彫像の制作に着手した。生還した3人の兵士たちはデ・ウェルダンのためにポーズをとり、戦死した3人に関しては写真をもとに頭部を制作した。
ローゼンタールの写真があまりにも有名になりすぎたため、この写真が摺鉢山での「2度目」の星条旗掲揚であることがあまり知られない結果となってしまった。最初の掲揚に立ち会ったチャールズ・W・リンドバーグ伍長（最初の掲揚時に右端に立っている人物）は「自分が星条旗の掲揚を行ったといってもさんざんうそつき呼ばわりされてきた。ろくなことがなかった」とこぼしていた。
戦後、アイラ・ヘイズは生き残ったことへの罪悪感から酒びたりになり、うつ状態に陥った。カントリー歌手のジョニー・キャッシュは「アイラ・ヘイズのバラッド」（1964年）でアイラの人生を歌っている。後にボブ・ディランもこれをカバーしている。
ブラッドリーはこの硫黄島の体験を「忘れた」といってほとんど語らなかった。47年に及んだ結婚生活でもブラッドリーがこのことを語ったのは妻のベティに対してだけで、しかも最初のデートでの一度きりだった。家族の中でこの話はタブーにすらなっていた。1985年、一度だけブラッドリーは自らの思い出を語った。これはどうしても孫たちのために語り残してほしいという妻の強い願いに応えたものであった。ブラッドリーが1994年に死去したあと、家族は1997年に硫黄島を訪れ、星条旗が掲揚された場所に記念碑を設置した。息子のジェイムズ・ブラッドリーは父が死去したとき、父の硫黄島の体験について何も知らないことに気づき、4年かけて星条旗掲揚に立ち会った兵士たちの家族を訪れて聞き書きし、『硫黄島の星条旗』(Flags of Our Fathers)というタイトルで出版した。これをもとにクリント・イーストウッド監督の2006年の映画『父親たちの星条旗』(Flags of Our Fathers)が、また硫黄島の戦いを日本軍の視点から見た『硫黄島からの手紙』がつくられた。

## 「硫黄島の星条旗」兵士6人の人定

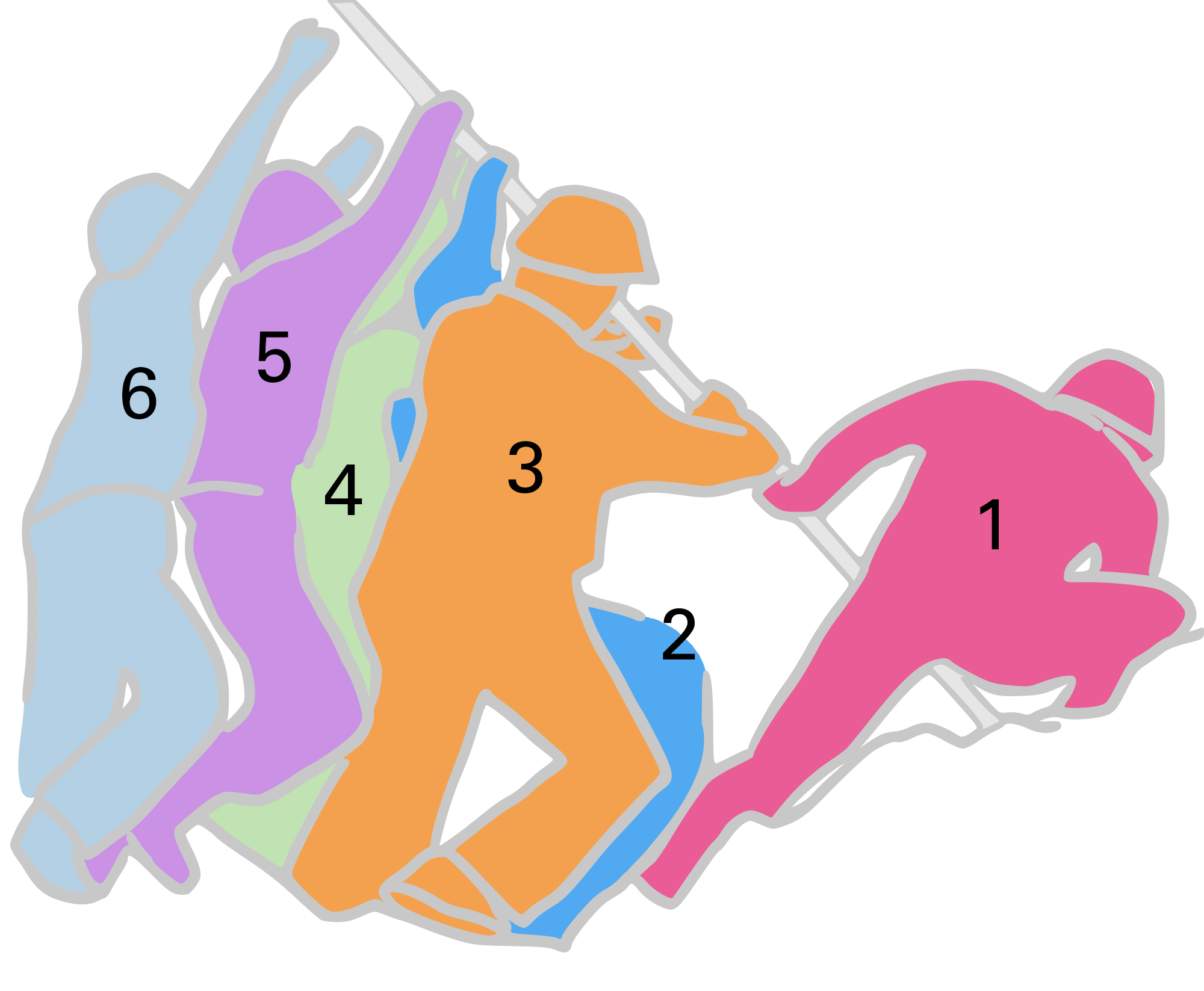
写真「硫黄島の星条旗」の6人（2019年10月までの訂正後）
1. 1, ハーロン・ブロック伍長 (Harlon Block 、戦死)
2. 2, ハロルド・ケラー一等兵 (Harold Keller)
3. 3, フランクリン・スースリー一等兵 (Franklin Sousley 、戦死)
4. 4, マイケル・ストランク三等軍曹 (Michael Strank 、戦死)
5. 5, ハロルド・シュルツ一等兵 (Harold Schultz)
6. 6, アイラ・ヘイズ一等兵 (Ira Hayes)

2014年、米ケーブルテレビ（CATV）のスミソニアン・チャンネルがローゼンタール氏の写真に写っていた米兵たちの身元を検証するドキュメンタリー番組を制作したことを機に調査を行ったところ、写真中のジョン・ブラッドリーとされていた人物が別人ではないかという疑念が持たれるようになった。
2016年6月23日、調査の結果、ローゼンタールの写真に映っているのは衛生兵ブラッドリーではなく、ミシガン州デトロイト出身のハロルド・シュルツ (en:Harold Schultz) 一等兵であることが確認され、米国海兵隊はこのことを公式に認めて公表した。その後、ルイス・ロウェリーが撮影した１回目の星条旗掲揚の個人記録も正確かどうか調査され、8月25日、海兵隊は公式文書に記録されていた米兵６人のうち２人が別人だったとの調査結果を発表した。
2019年10月17日、さらにローゼンタールの写真でレニー・ギャグノン (Rene Gagnon) 一等兵とされていた人物が別人ではないかと指摘され、検証が続けられていたが、引き続く海兵隊による三回目の調査で、米海兵隊は正式に誤りがあったこと認め、一番背後に映る海兵隊員はハロルド・ケラー (Harold Keller) とされ、この当該写真の中にギャグノン一等兵はいなかったと発表した。このことから国債ツアーに参加した人物で実際に2度目の掲揚の写真に写っていたのはアイラ・ヘイズだけだったということになる。

## 「硫黄島の星条旗」の他メディアへの転用
ローゼンタールの写真は戦時中の第七次戦時国債の応募ポスターに採用され、350万枚が印刷された。
またこの写真をもとに作られたのが1949年の映画『硫黄島の砂』(Sands of Iwo Jima)である。同作品は星条旗掲揚に立ち会って生き残った3人についての物語で、この映画には実際に3人がカメオ出演している。1961年にはアイラ・ヘイズをトニー・カーティスが演じた『硫黄島の英雄』(The Outsider)が製作された。1945年7月、アメリカ国郵政省はこの写真を用いて切手を発売。1995年には終戦50周年記念切手として再びこの写真が切手の図案として用いられた。2005年、造幣局はこの写真のイメージを彫りこんだ銀貨を発表している。
写真家トーマス・E・フランクリンは2001年9月11日のテロ後、廃墟となった世界貿易センタービル跡地（グラウンド・ゼロ）で星条旗を掲揚する消防士たちを撮影し、『Raising the Flag at Ground Zero』のタイトルで発表されたが、明らかに「硫黄島の星条旗」のイメージを援用したものになっている。
他にも音楽アルバムのジャケットなどにも何度も用いられるなど「硫黄島の星条旗」は史上もっともよく引用され、利用されるイメージであり続けている。
2021年8月15日に、アフガニスタンの反政府イスラム主義武装組織ターリバーンはアメリカが支援を続けてきた政権を崩壊に追い込んだ。ターリバーンは硫黄島の星条旗の写真をモチーフにし、自らの旗を掲げる写真をメディア上に掲載した。